# Kaboom! (gra komputerowa)
Kaboom! – komputerowa gra akcji wyprodukowana i wydana przez firmę Activision na konsolę Atari 2600 w 1981 roku. Gra okazała się dużym sukcesem - w ciągu dwóch lat od wydania sprzedała się w ponad milionie egzemplarzy.
Kaboom! to nieautoryzowana adaptacja gry automatowej Avalanche z 1978 roku Rozgrywka w obu grach jest identyczna, zmianie uległa oprawa graficzna. Początkowo gra miała być portem gry Avalanche, jednak z powodu ograniczeń technologicznych konsoli, nie dało się odwzorować oryginalnej grafiki, postanowiono więc wydać grę pod innym tytułem.

## Rozgrywka
Cała mechanika rozgrywki jest zaczerpnięta z gry Avalanche, jednak zamiast pre renderowanych, spadających kamieni na górze ekranu, w Kaboom! znajduje się postać znana jako "Mad Bomber", który porusza się poziomo i w losowym momencie zrzuca bomby. W miarę postępu gry Mad Bomber porusza się coraz bardziej nieprzewidywalnie i zrzuca bomby z coraz większą szybkością.
Gracz przy pomocy kontrolera z paddle kontroluje trzy koszyki położone jeden nad drugim na dole ekranu, koszyki mogą poruszać się tylko poziomo, celem gracza jest złapanie bomby do koszyka, zanim uderzy ona w dół ekranu. Jeżeli gracz nie zdąży złapać bomby ta eksploduje powodując także wybuch wszystkich pozostałych znajdujących się na ekranie bomb, oprócz tego gracz traci jeden z koszyków. Gra kończy się gdy gracz straci wszystkie koszyki.
Gdy Mad Bomber zrzuca bomby jego twarz robi się smutna, gdy gracz nie złapie bomby i następuje eksplozja to jego twarz staje się uśmiechnięta. Jeżeli gracz zdobędzie ponad 10 000 to wówczas twarz Mad Bombera staje się zaskoczona i nie zmienia się nawet gdy gracz nie chwyci bomby.

## Odbiór
Krytycy docenili grę Kaboom!, gra otrzymała nagrodę za "Najlepsze efekty audiowizualne" na 3 gali Arkie Awards, jurorzy stwierdzili, że gra to "uczta dla oczu i uszu". Gra pojawiła się także w magazynie Electronic Games w 1982 roku, grę opisano ajko "wyjątkową" i "oszałamiająco szybka".

## Porty
- W późniejszych latach wydano porty na konsolę Atari 5200 i komputery z rodziny Atari
- Na konsolę SNES był opracowany port gry, jednak ostatecznie nie został wydany[4]
- W późnych latach dziewięćdziesiątych powstała wersja na przenośne konsole od firm Tiger Electronics
- Kaboom! to jeden z tytułów, który znalazł się w składance Activision Anthology
- W czerwcu 2010 roku gra została umieszczona w serwisie Game Room, umożliwiając grę na konsoli Xbox 360 i na komputery klasy PC
- W 1984 roku, na Commodore 64 wydano port tej gry nazwany Kablam.